# Bob McElwee
Robert T. „Bob“ McElwee (* 20. August 1935 in Camden, New Jersey) ist ein ehemaliger US-amerikanischer Schiedsrichter im American Football, der von der Saison 1976 bis 2003 in der NFL tätig war. Er war Schiedsrichter der Super Bowls XXII, XXVIII und XXXIV und trug die Uniform mit der Nummer 95.

## Karriere

### College Football
Vor dem Einstieg in die NFL arbeitete er ab dem Jahr 1966 als Schiedsrichter im College Football in der Eastern College Athletic Conference.

### National Football League
McElwee begann im Jahr 1973 seine NFL-Laufbahn als Line Judge. Zur NFL-Saison 1980 wurde er zum Hauptschiedsrichter ernannt.
Er leitete insgesamt drei Super Bowls: Super Bowl XXII im Jahr 1988, Super Bowl XXVIII, 1994 und Super Bowl XXXIV, 2000. Beim Super Bowl XVII war er Ersatzschiedsrichter. Zudem leitete er den Pro Bowl 2003, welches zugleich sein letztes Spiel als Schiedsrichter war.
Nachdem Dick Hantak und er nach der Saison 2003 ihre Rücktritt gekannt gegeben hatten, wurden Pete Morelli und Walt Anderson zum Hauptschiedsrichter befördert.
McElwee wurde im Jahr 2002 mit dem Art McNally Award und im Jahr 2008 mit dem NFLRA Honoree Award ausgezeichnet.